# Majthényi család
A báró és nemes kesselőkői Majthényi család egy szétterjedt Nyitra vármegyei eredetű család.

## Eredete
A család a gróf Ujfalussy, báró Rudnyánszky, Bacskády, Besznák, Bossányi, Csermendy, Divéky, Jókuthy, Motesiczky, Rudnay és nyitrazsámbokréti Zsámbokréthy családokkal együtt a Nyitra vármegyei ősi Divék nemzetségből vette eredetét.

## Története
E nemzetségből származott Falkomér de Majthe (1334), aki a Majthényi családnak és az idővel ebből kiszakadt Motesiczkyaknak őse. Falkomérnak két fia volt, Pál és Mihály. Utóbbi I. Lajos királynak nápolyi hadjáratában tüntette ki magát. Hadi erényeit örökölte fia, Gergely, aki Zsigmond magyar király alatt Stiborici Stibor hadosztályában egy zászlóaljat vezényelt, és vitézségéért kapta 1434-ben a nemesi címet és a kesselőkői előnevet. Ugyanő Jánossal, aki úgy tűnik, testvére volt, Zavart és Zukot is királyi adományba kapta. Nevezett János Csejte várnagya volt, és ennek védelmében tüntette ki magát. János fia, II. Gergely de Majthe 1483-ban élt, amikor őt és fiait Zorándot, a turóci prépostot, Mihályt, Jánost és Rafaelt a garamszentbenedeki apátság előtt Bylyr Mihály és Gyewredi Ambrus eltiltották Nyitra megyei Cégely (Czygel) helység megvételétől.

## Birtokaik voltak, többek között
Bacskafalván, Balatonlellén, Barsvörösváron, Besztercsényben, Cabajon, Felsőpélen, Hontvarsányban, Ipolyharasztin, Istvánszabadján, Keselőkőn, Kiskovallón, Kispapszabadin, Kisprónán, Leszenyén, Menyhén, Návolyon, Nyitranovákon, Ófelfalun, Radócon, Szalakuszon, Szebeden, Versegen, Zavaron.
A 19. században még két bárói és egy nemesi ága volt.

## Címerük
- wikibooks

## Kastélyaik
- Leszenye (temetőben kriptával)[2]
- Tibolddaróc kúria

## Neves családtagok
- Majthényi Adolf (1814–1871) udvardi plébános, apát, kanonok, főesperes
- Majthényi Dezső (1840–1891) országgyűlési képviselő
- Majthényi Flóra (1837–1915) költő, Tóth Kálmán költő felesége
- Majthényi István (1788–1868) császári majd honvéd tiszt, vezérőrnagy, rövid ideig a Komáromi vár parancsnoka
- Majthényi Károly (1721–1792) országbírói ítélőmester, táblabíró septemvir, királyi tanácsos és a Magyar Királyi Szent István-rend lovagja
- Majthényi László (1576–1623) római katolikus püspök
- Majthényi László (1797–1881) főispán, császári és királyi kamarás
- Majthényi László (1820–1908) főispán
- Majthényi László (1890–1961) földbirtokos, felsőházi tag, huszárhadnagy
- Majthényi Márton Bars vármegyei alispán
- Majthényi Tivadar (1838–1909) az amerikai polgárháború egyik hős lovas kapitánya, mind az amerikai hadseregnek, mind az 1867 után újjászervezett honvédseregnek tisztje
- Szegedi Pál (1735-1814) nagyprépost és választott püspök.